# Fritz Heider
Fritz Heider (Vienna, 19 febbraio 1896 – Lawrence, 1º febbraio 1988) è stato uno psicologo austriaco.

## Biografia
Fritz Heider, nato a Vienna nel 1896 si è laureato nell'Università di Graz. Ha insegnato allo Smith College, passando quindi alla Kansas University, dove ha chiuso la sua carriera nel 1966 come professore emerito. 
Nel 1959 gli è stato attribuito il Lewin Memorial Award. Tra i più fecondi interlocutori e studiosi di psicologia sociale, oltre ad aver scritto nel 1958 "Psicologia delle relazioni interpersonali", è stato anche autore di contributi apparsi sulle principali riviste di psicologia, in parte raccolti nel volume "On Perception and Event Structure, and the Psychological Environment".